# تشارلز روشا
تشارلز روشا هو مبارز بالسيف سويسري، (و. 1885  م).

## وصلات خارجية
- تشارلز روشا على موقع أوليمبيديا (الإنجليزية)